# Sabine Reifer
Sabine Reifer (Hagen (Duitsland)) is een Vlaamse toneelregisseuse.

## Studies
Sabine Reifer studeerde aan de universiteiten van Antwerpen, Keulen en Leuven Germaanse Filologie, theaterwetenschap, mediawetenschap en wijsbegeerte.

## Theater
Haar theatercarrière begon zij bij toneelgroep AKT (nu na verschillende fusies 'de tijd'). Zij werkte als regieassistente en avondregisseur bij verschillende theaters in België, Nederland en Duitsland en was in die functie ook 6 jaar bij de Vlaamse Opera geëngageerd.

### Producties
Sinds 1993 werkt zij freelance als regisseur. Tot haar ensceneringen behoren o.a.
- bij Arca/Gent
  - "zeven Deuren" van Botho Strauss;
  - "Heilige Koeien" van Oliver Czeslik
- in Geraardsbergen
  - de musical "Kiss me Kate"
- bij de Vlaamse Opera
  - "Pierrot Lunaire"
  - "Liederen van vrouwen"
  - "Rihmproject"
  - "Legenden uit het Noorden"
- in Roosendaal/Gent
  - "Der Zigeunerbaron"
- Theater Frappant in Antwerpen
  - "Das kanadische Mauer" van Herman Brusselmans/Tom Lanoye
  - "Das Kreidekreuz" van Bertolt Brecht
  - "Waar de sterre bleef stille staan" van Felix Timmermans
  - "Mistero Buffo" van Dario Fo
- Ter gelegenheid van de 575ste verjaardag van de K.U.Leuven (in 2000), ensceneerde ze in het Begijnhof van Leuven, het met groot enthousiasme onthaalde middeleeuwse drama met muziek "Redentiner Osterspiel.  Deze productie werd ook - op uitnodiging van de stad - door dezelfde groep gebracht in Wismar, Duitsland, in 2001.
- Nog recenter bracht ze "King Kongs Dochters" van Theresia Walser (in Turnhout) en "How the other half loves" van Alan Ayckbourns (in Antwerpen) op de planken.

### Organisaties
In 1996 richtte Sabine Reifer samen met Marnik Baert "Theaterprojecten Alter Ego" op, een gezelschap dat zich hoofdzakelijk met eigentijdse ensceneringen van klassieke en hedendaagse kamermuziek bezighoudt. Voor Alter Ego regisseerde zij o.a. de veel gespeelde voorstellingen "Clara Schumann" en "Mozart-avond".
Onder de vleugels van de VZW "Theaterprojecten Alter Ego" werd in 2002 de groep "Historisch Theater" in het leven geroepen.  Deze groep - voornamelijk bestaande uit de amateur acteurs en professionele crew waarmee Sabine in 2000 en 2001 het massa-spektakel "Redentiner Osterspiel" ensceneerde - bracht onder haar artistieke leiding en regie een hedendaagse EN een middeleeuwse enscenering van een aantal van de abele spelen.

### Cursussen
Sabine Reifer werkte ook als docente aan het Koninklijk Conservatorium te Gent, waar zij in het academiejaar 1999-2000 verantwoordelijk was voor twee operaprojecten.
Sinds 2002 Doceert ze "Drama" aan de Koninklijke Academie voor Schone Kunsten van Antwerpen.